# Marcantonio Guarini
Marcantonio Guarini (1570-1638) est un chroniqueur italien du XVIe siècle qui a écrit une chronique du diocèse de Ferrare publiée en 1621.

## Œuvres
- Compendio historico dell'origine, accrescimento e prerogative delle chiese,e luoghi pii della città, e diocesi di Ferrara - Supplemento al Compendio historico - publié en italien en 1993